# Na kolpskem ustju
Na kolpskem ustju je povest Josipa Jurčiča. Besedilo ima podnaslov Izvirna povest. Delo je izšlo v časopisu Slovenski narod dne 26. julija in 29. julija leta 1874.

## Vsebina
Blizu Siska je ob Savi hrvaški pastir pasel svinje. Zagledal je splav, kjer je eden mož krmilil, drugi pa spal. Pastir se zadere: »Vrag ti dušu kranjsku!« in zbudi spečega moža. Ko splav zavije za ovinek, se čudno nasmehne in nažene svinje domov. Pastir se odpravi v Vojni Sisak. Tam opozori prijatelja Josa, da je prišel Kranjec, ki je oči vrgel na Josotovo Anko. 
Splavarja sta bila Slovenca, brata Martin in Miha. Splav privlečeta na kolpsko ustje, kjer se Kolpa v Savo izliva. Tam starejši brat tudi ostane, mlajši pa se kljub njegovemu nasprotovanju odpravi čez reko, v gostilno, na obisk k lepi hrvaški deklici. Čez čas že sedita skupaj v krčmi, oba zaljubljena. V sobo vstopi Joso, deklici reče, naj mu prinese rakije. Dekle pošlje streč svojo mamo, kar ji graničar Joso zameri. Kmalu po Josotovem odhodu se odpravi tudi Martin. Deklica kasneje izve, da ga je Joso prepeljal čez reko. 
Drugi dan je izginil brodarjev splav in Martin. Kasneje so brod le odkrili. Od Martina so našli klobuk, ki ga je nosil eden od ljudi, ko vlekli turško ladjo s koruzo. A več od klobuka ni nihče več videl.